# Maria Isabella d’Orléans-Montpensier

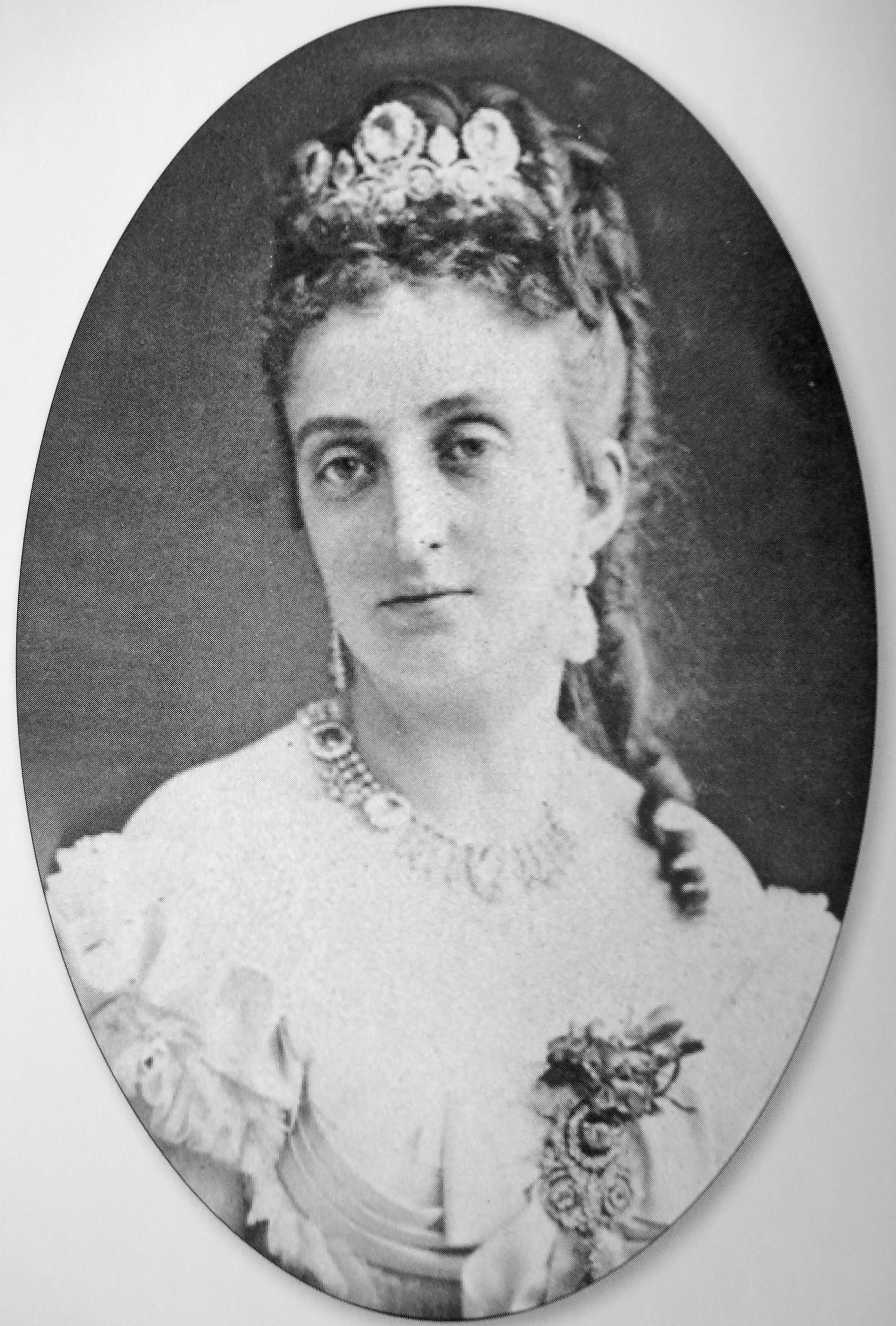
Maria Isabella d’Orléans, comtesse de Paris

Prinzessin Maria Isabella d’Orléans-Montpensier, Infantin von Spanien (* 21. September 1848 in Sevilla; † 23. April 1919 in Villamanrique de la Condesa bei Sevilla) war eine französisch-spanische Prinzessin und durch Heirat Gräfin von Paris.

## Leben
Maria Isabella war die älteste Tochter von Antoine d’Orléans, duc de Montpensier (1824–1890) und seiner Frau, der Infantin Maria Luisa Fernanda von Spanien (1832–1897), jüngste Tochter des spanischen Königs Ferdinand VII. und seiner vierten Frau Prinzessin Maria Christina von Neapel-Sizilien. Ihr Großvater väterlicherseits war der letzte französische König Louis-Philippe I., auch Bürgerkönig genannt.
Am 30. Mai 1864 heiratete Infantin Maria Isabella in Kingston-on-Thames ihren Cousin Louis Philippe Albert d’Orléans, comte de Paris (1838–1894), ältester Sohn von Ferdinand Philippe d’Orléans, duc de Chartres und seiner Gattin Helene Herzogin zu Mecklenburg-Schwerin.

Louis Philippe Albert d’Orléans, comte de Paris

Aus der Ehe gingen acht Kinder hervor:
- Marie Amélie Louise Hélène (1865–1951) ⚭ 1886 König Karl I. von Portugal
- Louis Philippe Robert d’Orléans, duc d’Orléans (1869–1926) ⚭ 1896 Erzherzogin Maria Dorothea von Österreich
- Hélène Louise Françoise Henriette (1871–1951) ⚭ 1895 Herzog Emanuel Philibert von Savoyen-Aosta
- Charles (*/† 1875)
- Isabelle Marie Laure Mercédès Ferdinande (1878–1961) ⚭ 1899 Jean d’Orléans, duc de Guise
- Jacques Marie Antoine Clément (1880–1881)
- Louise Françoise Marie Laure (1882–1958) ⚭ 1907 Prinz Carlos Maria de Bourbon
- Ferdinand François Philippe Marie Laurent, duc de Montpensier (1884–1924) ⚭ 1921 María Isabel González de Olañeta

Nach dem ersten französischen Exilgesetz wurde allen männlichen Personen aus dem königlichen Häusern Bourbon und Orléans verboten, weiterhin in Frankreich zu leben. Von 1864 bis 1871 lebte das junge Grafenpaar in England, wo deren ersten drei Kinder zur Welt kamen. Nach der Abschaffung des Gesetzes im Jahr 1871 kehrten sie nach Frankreich zurück und lebten abwechselnd im Hôtel Matignon in Paris, Château de Randan und Château de Eu in der Normandie. Eine vermeintliche „Fusion“ zwischen den Bourbonen und der Orléans’schen Linie kam im August 1873 insoweit zustande, dass der Graf von Paris den Grafen von Chambord in Frohsdorf besuchte und den Bourbonen als Haupt der ganzen Familie anerkannte. Doch scheiterte der Plan der Restauration an der hartnäckigen Weigerung Chambords, die Trikolore anzuerkennen und eine Verfassung mit der Nationalversammlung zu vereinbaren. (1883 erlosch die Hauptlinie des Hauses Bourbon) 1886 trat ein erneutes Exilgesetz in Kraft, da ihr Mann als Thronprätendent auf den französischen Thron galt (Philippe VII.) und für die Anhänger des Hauses Orléans als rechtmäßiger Nachfolger König Louis-Philippes I.
Nach dem Tod ihres Mannes im September 1894 in Stowe House, Buckinghamshire lebte die Gräfin Maria Isabella d’Orléans abwechselnd auf ihrem andalusischen Besitz Villamanrique de la Condesa und in ihrem in der Auvergne gelegenen Château de Randan. Während des Ersten Weltkriegs richtete sie auf diesem Gut 1915 ein Lazarett für verwundete Soldaten ein. Sie starb am 23. April 1919 im Alter von 70 Jahren in ihrer andalusischen Residenz Villamanrique in der Nähe von Sevilla. Zuerst wurde ihr Leichnam in der Kapelle Saint-Charles-Borromée in Weybridge, Surrey bestattet und 1958 zusammen mit den sterblichen Überresten ihres Gatten in die Chapelle royale de Dreux überführt.